# Ливингстон, Роберт
Роберт Р(оберт) Ливингстон (англ. Robert R. Livingston, 27 ноября 1746 — 26 февраля 1813) — американский юрист, государственный деятель, дипломат, один из Отцов-основателей США. Получил прозвище канцлер, поскольку занимал должность канцлера Нью-Йорка в течение 25 лет. Друг, покровитель и тесть изобретателя Роберта Фултона.

## Биография
Роберт Р. Ливингстон был старшим сыном судьи Роберта Ливингстона и Маргарет Бикман Ливингстон. Кроме Роберта в семье было девять детей, все сочетавшиеся браком и построившие дома вдоль реки Гудзон неподалёку от семейного поместья в Клермонте, штат Нью-Йорк.
Ливингстон получил образование в Королевском колледже, позднее ставшем Колумбийским университетом. Выпускник 1765 года.
9 сентября 1770 года Роберт Р. Ливингстон женился на Мэри Стивенс, дочери конгрессмена Джона Стивенса. Молодожёны поселились в новом доме к югу от Клермонта. Дом был уничтожен вместе с городом в 1777 году английскими войсками. В 1794 году Ливингстон выстроил новый дом, который считался «самым просторным домом в Америке» и содержал библиотеку из четырех тысяч томов.

### Политическая карьера
Ливингстон поступил на муниципальную службу в октябре 1773 года, но вскоре примкнул к антиколониальной Партии вигов и был заменён на Джона Уоттса. Ливингстон входил в Комитет пяти, подготовивший проект Декларации независимости США, однако был отозван штатом до того, как поставил свою подпись под окончательным вариантом документа.

«Декларация независимости» Джона Трамбула. Среди пяти фигур в центре Роберт Р. Ливингстон стоит третьим слева

C 1777 по 1801 год Ливингстон занимал пост канцлера Нью-Йорка, высшей юридической должности штата. Он стал общеизвестен просто как Канцлер, сохранив этот титул после отставки в качестве прозвища. С 1781 по 1783 год Ливингстон служил министром иностранных дел США. В 1789 году, как канцлер штата Нью-Йорк, он председательствовал на инаугурации Джорджа Вашингтона в Федерал-холле города Нью-Йорка, в тот момент бывшего столицей США.
В 1789 году Ливингстон вступил в ряды республиканцев Джефферсона (позднее ставших Демократическо-республиканской партией), оказавшись в оппозиции своим прежним коллегам Джону Джею и Александру Гамильтону, основавшим Федералистскую партию. Ливингстону пришлось войти в вынужденный союз со своим бывшим противником Джорджем Клинтоном, а также Аароном Бёрром, в тот момент бывшим в политике новичком. Ливингстон возражал против Договора Джея и других инициатив федералистов.
В 1798 году Ливингстон был кандидатом в губернаторы Нью-Йорка от Демократическо-республиканской партии, но проиграл действующему губернатору Джону Джею, который был переизбран на этот пост.
В качестве посла США во Франции с 1801 по 1804 годы Ливингстон участвовал в переговорах о покупке Луизианы и оказывал покровительство экспериментам Роберта Фултона по строительству и испытаниям паровых судов. После подписания соглашения в 1803 году Ливингстон произнёс знаменитые слова:
«Мы долго жили, но это благороднейшее дело всей нашей жизни... Соединенные Штаты сегодня заняли место среди первых держав мира»
Оригинальный текст (англ.)We have lived long but this is the noblest work of our whole lives...The United States take rank this day among the first powers of the world

## Образ в кино
- «Джон Адамс» (2008)

### Статьи
- D. S. Alexander. ROBERT R. LIVINGSTON, The Author of the Louisiana Purchase (англ.) // Proceedings of the New York State Historical Association. — Cornell University Press, 1906. — Vol. 6. — P. 100-114.